# تامي ماكنتوش
تامي ماكنتوش (بالإنجليزية: Tammy MacIntosh)‏ هي ممثلة أسترالية، ولدت في 18 فبراير 1970 في برث في أستراليا.

## أعمال

### أفلام
- الجميلة النائمة[5]

## وصلات خارجية
- تامي ماكنتوش على موقع IMDb (الإنجليزية)
- تامي ماكنتوش على موقع ميتاكريتيك (الإنجليزية)
- تامي ماكنتوش على موقع ميتاكريتيك (الإنجليزية)
- تامي ماكنتوش على موقع روتن توميتوز (الإنجليزية)
- تامي ماكنتوش على موقع قاعدة بيانات الأفلام العربية
- تامي ماكنتوش على موقع ألو سيني (الفرنسية)
- تامي ماكنتوش على موقع أول موفي (الإنجليزية)
- تامي ماكنتوش على موقع قاعدة بيانات الفيلم (الإنجليزية)
- تامي ماكنتوش على موقع ليتربوكسد (الإنجليزية)
- تامي ماكنتوش على موقع كينوبويسك (الروسية)